# Palais de justice de Boulogne-sur-Mer
Le palais de justice de Boulogne-sur-Mer est situé place de la Résistance, dans le quartier de la ville fortifiée de Boulogne-sur-Mer.

## Histoire

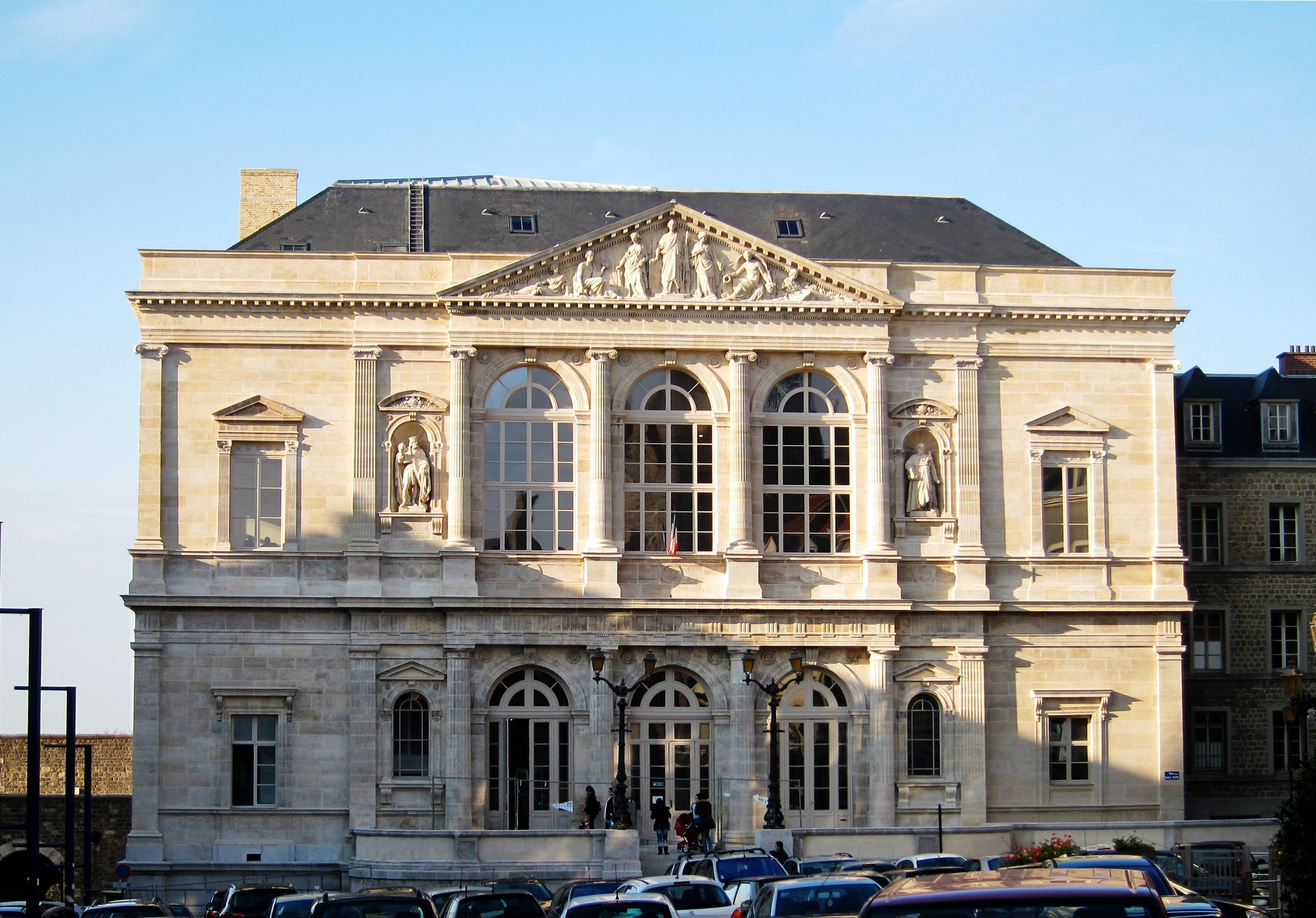
Façade du palais de justice.

Le palais de justice de Boulogne-sur-Mer est construit en 1852.
Au début des années 2010, il bénéficie d'une mise en accessibilité, d'un renforcement de la sécurité et d'une réfection des façades et de certains bureaux. Le 1er mars 2013, le bâtiment rénové est inauguré par la garde des sceaux et ministre de la justice, Christiane Taubira.

## Architecture
De style néoclassique, il présente une façade ordonnée, d'ordre dorique au premier niveau, ionique au second. Au fronton, la loi est appuyée sur la Justice, entourée de quatre autres allégories, figurant le Commerce, l'Industrie, l'Artisanat et les Arts, réalisation du sculpteur Louis-Victor Bougron. Les grandes niches du premier étage abritent des statues de Charlemagne et de Napoléon, du même sculpteur.
Le palais est composé de deux bâtiments accolés sur 7 025 m2 de surface dans œuvre :
- le premier bâtiment (appelé vieux palais) est le bâtiment historique. Il regroupe la salle des pas perdus, les salles d'audience et des bureaux ;
- le second bâtiment (appelé palais neuf) date de 1970. Il regroupe les services du tribunal.

Une tour carrée romaine a été découverte sous l'édifice.

## Fonctions
Il fait office de tribunal judiciaire siégeant aussi en formation de tribunal pour enfants pour un territoire assez vaste, regroupant le Boulonnais mais aussi le Calaisis et le sud de la Côte d'Opale (Montreuil, Berck, Hesdin).

## Centre judiciaire des Tintelleries
La ville abrite aussi le centre judiciaire des Tintelleries, rue Faidherbe, dans le centre-ville, qui joue le rôle de tribunal d'instance, de tribunal de commerce et de conseil de prud'hommes. Ce lieu se situe depuis 1957 sur le terrain d'un couvent et d'une église (l'église Saint-Alphonse de Liguori) détruits lors de la Seconde Guerre mondiale. Il dispose d'une surface dans œuvre de 2 148 m2.

## Affaires notables
L'important champ d'action de ce tribunal l'a fait intervenir dans de nombreuses affaires très médiatisées, notamment la crise des migrants de Calais, l'affaire des frères Jourdain en 1997, l'affaire d'Outreau dans les années 2000, l'affaire Adélaïde de Berck en 2013 ou encore l'affaire Chloé Ansel de Calais en 2015.